# Rotten Apple
Rotten Apple är den amerikanska rapparen Lloyd Banks andra album som släpptes 2006.

## Låtlista
1. "Rotten Apple" (feat. 50 Cent & Prodigy) - 4:26
2. "Survival" - 3:47
3. "Playboy 2" - 3:44
4. "The Cake" (feat. 50 Cent) - 2:53
5. "Make a Move" - 4:46
6. "Hands Up" (feat. 50 Cent) - 4:02
7. "Help" (feat. Keri Hilson) - 3:55
8. "Addicted" (feat. Musiq Soulchild) - 3:00
9. "You Know the Deal" (feat. Rakim) - 4:05
10. "Get Clapped" (feat. Mobb Deep) - 5:01
11. "Stranger" - 3:10
12. "Change" - 3:35
13. "NY NY" (feat. Tony Yayo) - 3:32
14. "One Night Stand" (feat. Keon Bryce) - 3:57
15. "Iceman" (feat. Young Buck, Scarface & 8Ball) - 5:27
16. "Gilmore's" - 2:51